# Laurindo Almeida
Laurindo Almeida (São Paulo, Brasil, 2 de septiembre de 1917 - Van Nuys, California, 26 de julio de 1995) fue un guitarrista brasileño.

## Biografía
Antes de ser invitado a los Estados Unidos en 1947 por Stan Kenton, Laurindo Almeida tocaba la guitarra en Río de Janeiro, donde fue conocido por tocar la guitarra clásica. Se unió a la banda de Kenton durante el apogeo de su éxito en la década de 1940, y luego fue contratado como músico de estudio. 
En 1953 grabó con Bud Shank dos álbumes llamados Brazilliance para la discográfica Pacífico Record. También grabó con Baden Powell, Stan Getz y Herbie Mann, entre otros, y grabó para el cine y la televisión. En 1956 grabó  Good-bye, My Lady. De 1974 a 1982 fue miembro de la cámara de Jazz grupo The LA Four.
Fue durante la década de 1950 y comienzos de 1960 cuando disfrutó de su mayor reconocimiento, ganando varios premios Grammy por su trabajo. Sus grabaciones de duetos con el vocalista Salli Terri y el flautista Martin Ruderman lo hicieron merecedor de Grammys por Mejor Ingeniería de Álbum Clásico en 1959, y por Mejor Interpretación de Música de Cámara en 1961. Al año siguiente, como compositor y artista de Discantus, ganó un Grammy por Mejor Composición Clásica Contemporánea. 
En 1965 ganó un Grammy por Mejor Interpretación Instrumental de Jazz - Gran Grupo o Solista con el grupo grande.
Murió el 26 de julio de 1995, a los 77 años.

## Legado
Los archivos de Laurindo Almeida se encuentran en la Biblioteca del Congreso de Estados Unidos. Compuso más de 1000 piezas separadas, incluyendo 200 canciones populares. En 1952 Almeida formó su propia editorial, Brazilliance, que ha influido en la difusión de la música latinoamericana. Según lo descrito por los autores Chris McGowan y Ricardo Pessanha, Laurindo Almeida fue "... un artista conocido por su dominio armónico, sus sutiles dinámicas, ricos adornos y sus habilidades improvisatorias en gran variedad de géneros". 

## Discografía

### Álbumes
- Collaboration (with The Modern Jazz Quartet)
- Brazilliance (vol. 1)
- Brazilliance (vol. 2)
- Happy Cha Cha Cha
- Viva Bossa Nova!
- Ole! Bossa Nova
- Broadway Solo Guitar
- Guitar From Ipanema
- Stan Getz with Guest Artist Laurindo Almeida Polygram Int'l B0000046V9
- Laurindo Almeida's San Fernando Guitars: New Broadway-Hollywood Hits
- A Man and a Woman
- The Look of Love
- Conversations With the Guitar Capitol SP8532
- Reverie for Spanish Guitars Capitol P8571
- Acapulco '22
- Duets with the Spanish Guitar (1958)
- The Spanish Guitars of Laurindo Almeida
- For My True Love Capitol SP8461
- Duets with the Spanish Guitar, vol. 2 Capitol SP8582 (1962)
- Impressoes do Brasil Capitol P8381
- Sammy Davis, Jr. Sings and Laurindo Almeida Plays (1966)
- Danzas! Capitol P8467
- Contemporary Creations for Spanish Guitar Capitol P8447
- The New World of the Guitar Capitol 8392
- Guitar Music of Latin America Capitol P8321
- The Guitar Worlds of Laurindo Almeida Capitol SP8546
- Latin Guitar Dobre Records DR1000
- Jazz From A to B  Unique Jazz UNQ1049
- Brazilian soul (duo with Charlie Byrd)1981-1983
- Latin Odyssey (con Charlie Byrd)1981-1983
- Bachground Blues & Greens (with Ray Brown) Century City 80102
- Classical Current Warner Bros.-Seven Arts WS 1803
- Masters of the Guitar, Disk 7 Murray Hill S-4194
- Music of the Brazilian Masters (with Charlie Byrd and Carlos Barbosa-Lima) Concord Picante CCD-4389 (1989)
- Virtuoso Guitar Crystal Clear CCS 8001 (1977)

### DVD
- Tanya Maria: The Beat of Brazil with Special Guest Laurindo Almeida
- Laurindo Almeida - A Tribute to a Master

### Con L.A. 4
- The L.A. Four Scores! (Concord Jazz, 1975)
- The L.A. 4 (Concord Jazz, 1976)
- Going Home (East Wind, 1977)
- Pavane pour une infante défunte (East Wind, 1977)
- Watch What Happens (Concord Jazz, 1978)
- Just Friends (Concord Jazz, 1978)
- Live at Montreux (Concord Jazz, 1979)
- Zaca (Concord Jazz, 1980)
- Montage (Concord Jazz, 1981)
- Executive Suite (Concord Jazz, 1983)

### Como sideman
Con Stan Getz
- Stan Getz with Guest Artist Laurindo Almeida (Polygram Int'l B0000046V9)

Con Stan Kenton
- Stan Kenton's Milestones (Capitol, 1943–47 [1950])
- Stan Kenton Classics (Capitol, 1944–47 [1952])
- Encores (Capitol, 1947)
- A Presentation of Progressive Jazz (Capitol, 1947)
- Innovations in Modern Music (Capitol, 1950)
- Stan Kenton Presents (Capitol, 1950)
- Popular Favorites by Stan Kenton (Capitol, 1953)
- The Kenton Era (Capitol, 1940–54, [1955])
- Lush Interlude (Capitol, 1958)
- Artistry in Voices and Brass (Capitol, 1963)
- The Innovations Orchestra (Capitol, 1950–51 [1997])

Con Herbie Mann
- The Magic Flute of Herbie Mann (Verve, 1957)

Con Oliver Nelson
- Skull Session (Flying Dutchman, 1975)

Con Shorty Rogers
- Bossa Nova (Reprise, 1962)

Con Pete Rugolo
- New Sounds by Pete Rugolo (Harmony, 1954-55, [1957])
- Behind Brigitte Bardot (Warner Bros., 1960)
- The Original Music of Thriller (Time, 1961)

Con Lalo Schifrin
- Gone with the Wave (Colpix, 1964)

Con Bud Shank
- Holiday in Brazil (World Pacific, 1958)
- Latin Contrasts (World Pacific, 1958)

Con Gerald Wilson
- The Golden Sword (Pacific Jazz, 1966)